# Arteria cerebelosa superior
La arteria cerebelosa superior (SCA, por sus siglas en inglés: superior cebellar artery) es una arteria que se origina en la arteria basilar. Según el Diccionario enciclopédico ilustrado de medicina Dorland, 27ª edición, no presenta ramas (importantes).

## Árbol arterial en la Terminología Anatómica
La Terminología Anatómica recoge el siguiente árbol arterial:
A12.2.08.026 Rama medial cerebelar de la arteria cerebelosa superior (ramus medialis arteriae superioris cerebelli).
- A12.2.08.027 Rama vermiana superior (arteria vermis superior; ramus vermis superior).

A12.2.08.028 Rama lateral cerebelar de la arteria cerebelosa superior (ramus lateralis arteriae superioris cerebelli).

## Trayecto
Nace cerca de la terminación de la arteria basilar. Pasa lateralmente, inmediatamente por debajo del nervio oculomotor, que la separa de la arteria cerebral posterior, gira alrededor del pedúnculo cerebral, cerca del nervio troclear, y, llegando a la superficie superior del cerebelo, se divide en ramas que a su vez se ramifican en la piamadre y se anastomosan con las de las arterias cerebelosas inferiores anterior y posterior.
Emite varias ramas para la glándula pineal, el velo medular superior y la tela coroidea del tercer ventrículo.

## Distribución
Irriga la mitad superior del cerebelo, mesencéfalo, glándula pineal y plexo coroideo del tercer ventrículo.

Arterias de la base del cerebro. La arteria cerebelosa superior está señalada en el centro. El polo temporal del telencéfalo y una porción del hemisferio cerebelar han sido retirados en el lado derecho (mitad izquierda del diagrama). Aspecto inferior (visto desde debajo).

## Segmentos
En la nomenclatura tradicional, la SCA tiene cuatro segmentos, que llevan el nombre de la región anatómica:
| pontomesencefálico anterior |
| pontomesencefálico lateral  |
| cerebelomesencefálico       |
| cortical                    |

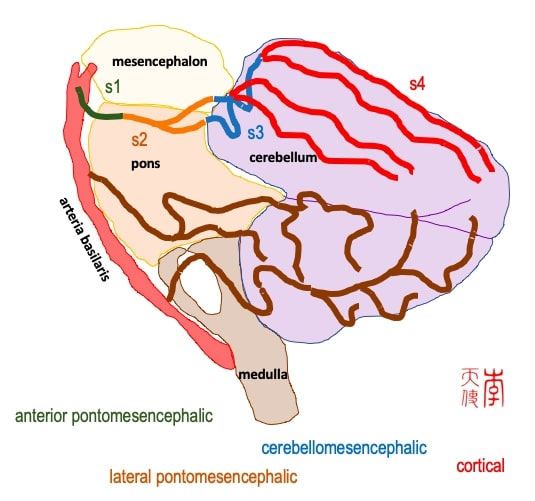

- El segmento pontomesencefálico anterior (s1) comienza en el origen de la SCA, se extiende por debajo de Tercer nervio craneal y termina en la porción anterolateral del tallo cerebral, medial al borde tentorial.
- El segmento pontomesencefálico lateral (s2) comienza en la porción anterolateral del tallo cerebral, se sumerge caudalmente a la raíz del trigémino y termina en la entrada de la fisura cerebelomesencefálica.
- El segmento cerebeloencefálico (s3) se desplaza posteriormente dentro de esta fisura, siguiendo el Cuarto nervio craneal y el pedúnculo cerebeloso superior. Una serie de curvas en horquilla llevan a la profundidad la fisura y luego hacia arriba para llegar al borde anterior de la Tienda del cerebelo.
- El segmento cortical (s4) comienza cuando las ramas distales salen de la fisura cerebelomesencefálica y nutren la cara tentorial del Cerebelo.
En 2011, el grupo de neurocirugía de San Francisco propuso una nomenclatura más fácil de recordar, análoga a la de las arterias supratentoriales, pero con letra minúscula (s para cerebelosa superior, a para Arteria cerebelosa inferior anterior y p para Arteria cerebelosa inferior posterior, haciendo más fácil su retención. En la tabla inferior, está la correspondencia entre ambas clasificaciones.
| nueva | clásica                     |
| ----- | --------------------------- |
| s1    | pontomesencefálica anterior |
| s2    | pontomesencefálica lateral  |
| s3    | cerebelomesencefálica       |
| s4    | cortical                    |

## Patologías
Se pueden presentar infartos, disecciones o aneurismas arteriales como en otras arterias cerebelosas. 
Infartos
El infarto cerebeloso representa aproximadamente el 3,4% de todos los accidentes cerebrovasculares isquémicos.
Los síndromes cerebelosos se caracterizan principalmente por síntomas y signos cerebelosos que dependen de los territorios vasculares involucrados.
En el Registro de Accidentes Cerebrovasculares de Perugia, el infarto afectó:
la arteria cerebelosa superior en el 36% de los pacientes,
la arteria cerebelosa inferior anterior en el 12%
la arteria cerebelosa inferior posterior en el 40%.
Los infartos fueron causados principalmente por émbolos cardíacos y de arteria a arteria.
Aneurismas
Los aneurismas pueden tratarse con técnicas endovasculares novedosas como el sole stenting, aunque ha sido objeto de controversia con otros autores.

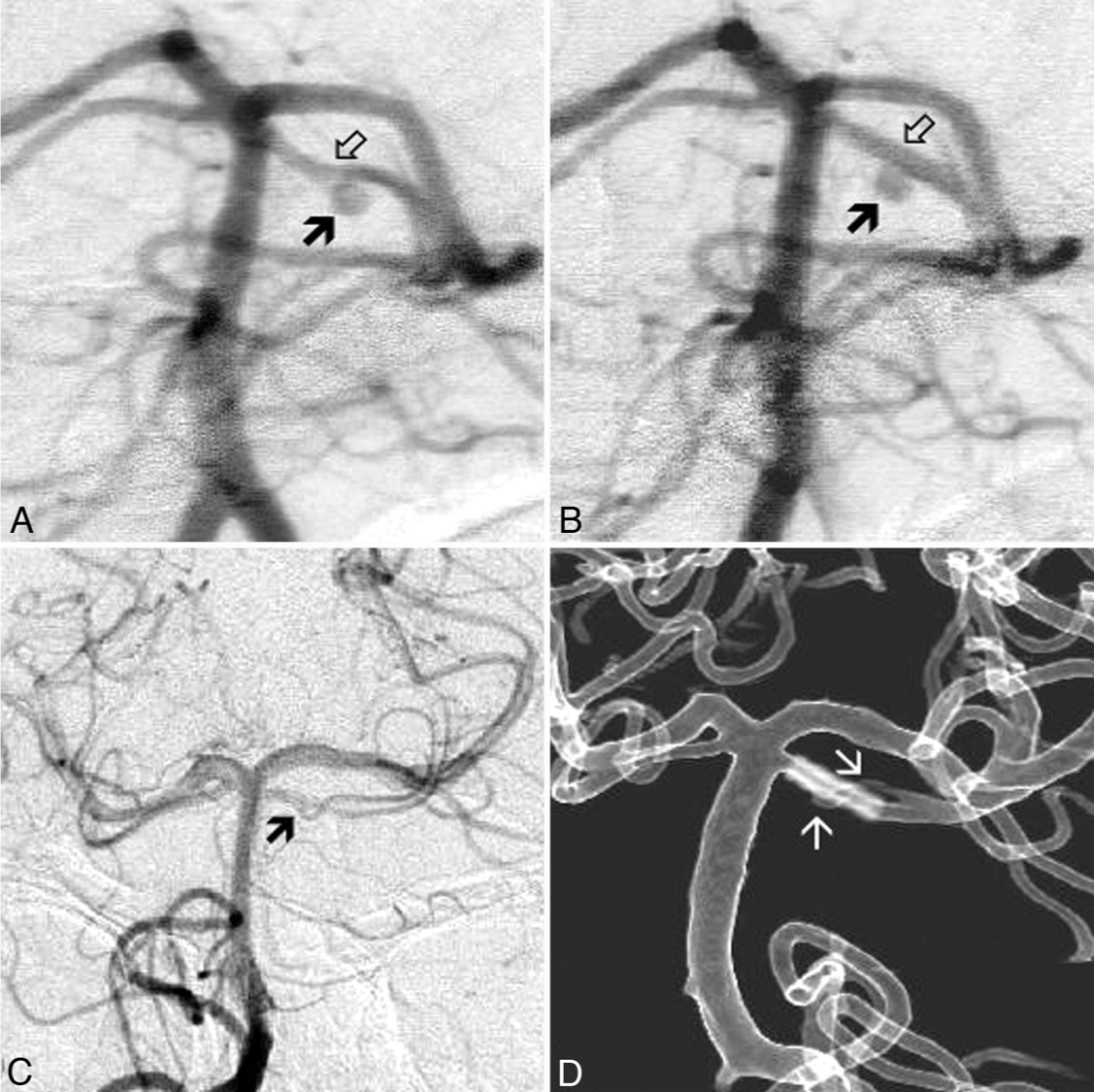
Angiografía cerebral que demuestra aneurisma de arteria cerebelosa superior izquierda, antes (A) y después (B) de colocación de stent. Permite la curación del aneurisma (C) y se observa cómo el stent (D) no daña la arteria.